# Тимирязев, Фёдор Павлович
Фёдор Павлович Тимирязев (3 [14] февраля 1766, Мещовский уезд, Московская губерния — 2 [14] мая 1815, Роченсальмская крепость, Выборгская губерния) — российский военачальник, генерал-майор флота (12.12.1807).

## Биография
Родился 3 (14) февраля 1766 года в семье Павла Леонтьевича Тимирязева, помещика Мещовского уезда Калужской губернии.
С мая 1779 года — кадет Морского корпуса. Гардемарин (1782). Плавал из Кронштадта в Ливорно в эскадре адмирала В. Я. Чичагова (1782—1784).
Произведён в мичманы (1784) и лейтенанты флота (январь 1788). В русско-шведской войне 1788—1790 гг. командовал шебекой «Диана» в первом Роченсальмском морском сражении (1789) и шебекой «Быстрая» в Биоркском и Выборгском сражениях (1790). В августе 1789 г. за отличие в боях произведён в капитан-лейтенанты.
С 1795 по 1797 командовал фрегатами «Екатерина» и «Св. Александр» (Балтийский флот).
С 1798 г. капитан 2 ранга, капитан над Роченсальмским портом и базирующейся там гребной эскадрой. Капитан 1-го ранга с 1800.
Генерал-майор флота с 12.12.1807 г.
Участвовал в русско-шведской войне 1808—1809, в результате которой к Российской Империи была присоединена Финляндия.
Награждён орденом Святой Анны 2 степени (декабрь 1809).
Умер 2 мая 1815. Похоронен в ограде Старо-Никольской церкви г. Котка.
Жена: Прасковья Яковлевна Тимирязева. Дети: Павел Фёдорович Тимирязев (1801-?); Николай Фёдорович Тимирязев (1799-?); Дарья Фёдоровна Тимирязева и Анна Фёдоровна Квашино-Писарева.
Унаследовал от отца поместье в Мещовском (с 1777 — Жиздринском) уезде Калужской губернии (деревни Хлуднево, Баранково).